# Indicoblemma
Genre
Synonymes
- Chavia Lehtinen, 1981

Indicoblemma est un genre d'araignées aranéomorphes de la famille des Tetrablemmidae.

## Distribution
Les espèces de ce genre se rencontrent en Thaïlande, en Inde et en Chine.

## Liste des espèces
Selon World Spider Catalog (version 14.5, 2014) :
- Indicoblemma cruxi Lin & Li, 2010
- Indicoblemma lannaianum Burger, 2005
- Indicoblemma monticola (Lehtinen, 1981)
- Indicoblemma sheari Bourne, 1980

## Publication originale
- Bourne, 1980 : New armored spiders of the family Tetrablemmidae from New Ireland and northern India (Araneae). Revue suisse de zoologie, vol. 87, p. 301-317 (texte intégral).